# Henri Brinkman
Henri Coenraad Brinkman (Amsterdam, 30 maart 1908 - Den Haag, 11 februari 1961) was een Nederlandse wis- en natuurkundige.
Brinkman promoveerde op 18 april 1932 in Utrecht op het proefschrift Zur Quantenmechanik der Multipolstrahlung. Het dimensieloze getal van Brinkman is naar hem vernoemd. In februari 1961 overleed Brinkman op 52-jarige leeftijd.